# 次元影業
次元影業（Dimension Films，大陆译名：帝门影片）是一家電影製作公司，目前為灯笼娛樂旗下的附屬子公司，負責較商業性的影片發行。
次元影业最初為米拉麥克斯影業底下的發行商標，自2005年10月溫斯坦兄弟與迪士尼公司決裂後，迪士尼擁有溫斯坦兄弟創立的米拉麥克斯影業，该公司2005年10月1日之前发行的电影版权仍归米拉麥克斯，而温斯坦影业則帶走次元影業的商標。
多為發行恐怖和低成本電影，迪士尼時期片廠較廣為人知的電影系列包含《月光光心慌慌》（Halloween，1995年－2002年）、《玉米田的孩子》（Children of the Corn，1995年－2001年 ）、《驚聲尖叫》（Scream，1996年－2000年）、 《小鬼大間諜》（Spy Kids，2001年－2003年）和《驚聲尖笑》（Scary Movie，2000年至今）。

## 電影列表
數字
- 1408 1408（米高梅公司和溫斯坦影業）

A-D
- 立體小奇兵：鯊魚男孩與岩漿女孩 The Adventures of Sharkboy and Lavagirl in 3-D （哥倫比亞電影公司）
- 陰宅 The Amityville Horror （米高梅公司）
- 喪屍獵魔 Automaton Transfusion （溫斯坦影業）
- 聖誕壞公公 Bad Santa （哥倫比亞電影公司）
- 絕命聖誕夜 Black Christmas （米高梅公司）
- 神鬼剋星 The Brothers Grimm （米高梅公司）
- 生人活埋 Buried Alive
- 鴉魔戰士 The Crow: Salvation
- 玉米田的小孩3 / 芝加哥打鬼3 Children of the Corn III: Urban Harvest
- 玉米田的小孩4 / 聚魔地 Children of the Corn IV: The Gathering
- 玉米田的小孩5 / 惡魔禁區 Children of the Corn V: Fields of Terror
- 玉米田的小孩6 Children of the Corn 666: Isaac's Return
- 玉米田的小孩7 Children of the Corn: Revelation
- 魔咒 Cursed
- 厄靈陰宅 Darkness
- 生死格鬥 DOA: Dead or Alive (Distributor)

E-H
- 重裝任務 Equilibrium
- 食人宴 Feast
- 惡夜追殺令 From Dusk Till Dawn （米拉麥克斯影業）
- 瘋人鋸院 Grindhouse
- 黑色驚魂夜 Halloween: The Curse of Michael Myers
- H2O抓鬼節 Halloween H20: Twenty Years Later
- 戰慄On-Line Halloween: Resurrection
- 惡靈07月光光心慌慌 Halloween （米高梅公司）
- 養鬼吃人3：地獄訪客 Hellraiser 3: Hell On Earth
- 養鬼吃人4：猛鬼磁場 Hellraiser 4: Bloodline
- 養鬼吃人5：直闖地獄 Hellraiser 5: Inferno
- 養鬼吃人6：死亡代碼 Hellraiser 6: Hellseeker
- 養鬼吃人7：死亡使者 Hellraiser 7: Deader
- 養鬼吃人8 Hellraiser 8: Hellworld
- 地獄騎士 Hell Ride (2008)

I-P
- 記憶斷層 The i Inside
- 白爛賤客 Jay and Silent Bob Strike Back
- 醉拳二 The Legend of Drunken Master (US Distributor)
- 教練報到 The Longshots (2008)
- 史蒂芬金之迷霧驚魂 The Mist （米高梅公司）
- 安打先生 Mr. 3000 (with Touchstone Pictures)
- 英雄不回頭 Once Upon a Time in Mexico （哥倫比亞電影公司）
- 連鎖信 Pulse
- 長路 The Road (2008)

S-Z
- 驚聲尖笑 Scary Movie
- 驚聲尖笑2 Scary Movie 2
- 驚聲尖笑3 Scary Movie 3
- 驚聲尖笑4 Scary Movie 4 （米拉麥克斯影業）
- 驚聲尖笑5 Scary Movie 5 （米拉麥克斯影業）
- 噱頭大王 School for Scoundrels （米高梅公司）
- 驚聲尖叫 Scream
- 驚聲尖叫2 Scream 2
- 驚聲尖叫3 Scream 3
- 驚聲尖叫4 Scream 4
- 萬惡城市 Sin City
- 萬惡城市2 Sin City 2
- 靈魂歌手 Soul Men (2008)
- 小鬼大間諜 Spy Kids (trilogy)
- SK-2惡夢島 Spy Kids 2: The Island of Lost Dreams
- 小鬼大間諜3 Spy Kids 3-D: Game Over
- 警網雙雄 Starsky & Hutch （華納兄弟）
- 超能英雄總動員 Superhero Movie (2008)
- 升職 Quebec
- 惡靈上身 Venom
- 鬼物 Wes Craven Presents: They （美國焦點影業）
- 誰是你的球僮 Who's Your Caddy? （米高梅公司）

## 外部連結
- 互联网电影数据库（IMDb）上次元影業 （页面存档备份，存于）的资料（英文）